# Robert Ney

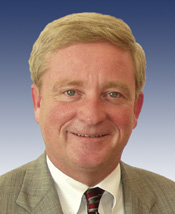
Robert Ney

Robert William „Bob“ Ney (* 5. Juli 1954 in Wheeling, West Virginia) ist ein US-amerikanischer Politiker.

## Leben
Ney schloss 1976 sein Studium an der Ohio State University als Bachelor of Science ab und war anschließend im öffentlichen Dienst in Ohio tätig. Von 1981 bis 1983 gehörte er dem Repräsentantenhaus von Ohio an, von 1985 bis 1995 war er Mitglied des Senats von Ohio. Als Mitglied der Republikanischen Partei vertrat er vom 3. Januar 1995 bis zum 3. November 2006 den 18. Wahlbezirk von Ohio im Repräsentantenhaus der Vereinigten Staaten. Im Oktober 2006 bekannte sich Ney wegen Verschwörung und Falschaussage in Verbindung mit dem Jack-Abramoff-Skandal für schuldig. Am 3. November 2006, kurz vor den US-Kongresswahlen, trat er von seinem Amt zurück.